# Hermann Horstmann
Hermann Horstmann (* 12. März 1893 in Osnabrück; † 24. Juni 1938 in Moskau) war ein deutscher Rechtsanwalt und politischer Funktionär (KPD).

## Leben und Tätigkeit
Nach dem Schulbesuch studierte Horstmann Rechtswissenschaften. Er schloss seine Ausbildung 1921 an der Universität Erlangen mit der Promotion zum Dr. jur. ab. Im selben Jahr trat er in die Düsseldorfer Anwaltskanzlei von Gerhard Obuch ein.
Politisch schloss Horstmann sich 1919 der Unabhängigen Sozialdemokratischen Partei Deutschlands (USPD) an. 1923 wechselte er in die KPD. Zu dieser Zeit wurde er Sozius in einer gemeinsamen Kanzlei mit Obuch und dem Sozialdemokraten Karl Siemsen. Horstmann wurde der Rechtsberater der Roten Hilfe und neben Obuch und Felix Halle einer der bekanntesten kommunistischen Anwälte in Deutschland. Er verteidigte Kommunisten vor dem Reichsgericht, seine Klienten waren vor allem die KPD-BL Düsseldorf und das KPD-Organ Freiheit.
Kurz nach dem Machtantritt der Nationalsozialisten emigrierte Horstmann im April 1933 nach Paris. Im Juli desselben Jahres siedelte er nach Belgien über und dann nach Holland, wo er in Rotterdam eine Anstellung bei der russischen Deutra fand.
Im Herbst 1934 konnte Horstmann nach Genehmigung durch die KPD mit seiner Familie in die Sowjetunion übersiedeln. In Moskau wohnten sie im Haus der MOPR. Horstmann arbeitete beim Rundfunk und war Korrektor an der Deutschen Zentral-Zeitung. Während dieser Zeit distanzierte er sich vom Kommunismus stalinistischer Ausprägung: Zensl Mühsam warnte er kurz nach ihrer Haftentlassung, dass der NKWD sie früher oder später erneut verhaften werde.
A, 15. Februar 1938 wurde Horstmann selbst verhaftet und am 26. Mai 1938 zu acht Jahren Straflager verurteilt. Er starb am 24. Juni 1938 im Moskauer Taganka-Gefängnis. Offiziell wurde Herzversagen als Todesursache angegeben. Die Leiche wurde nicht herausgegeben, ein Grab existiert nicht.
Im Juli 1962 wurde Horstmann postum vom Obersten Gerichtshof der UdSSR rehabilitiert.

## Familie
Horstmann war verheiratet mit Dagmar Dirichs (1903–1993), die von 1944 bis 1948 als Lehrerin im internationalen Kinderheim in Iwanowo und dann bis 1957 als Russischlehrerin in der DDR arbeitete. Aus der Ehe ging die Tochter Sonja (1928–1944) hervor, die in der Verbannung an Tbc starb.

## Schriften
- Wann liegt die Anfertigung einer falschen Urkunde vor?, 1921.